# Müller (kráter na Měsíci)
Nezaměňovat s jiným měsíčním kráterem s podobným názvem - Miller.

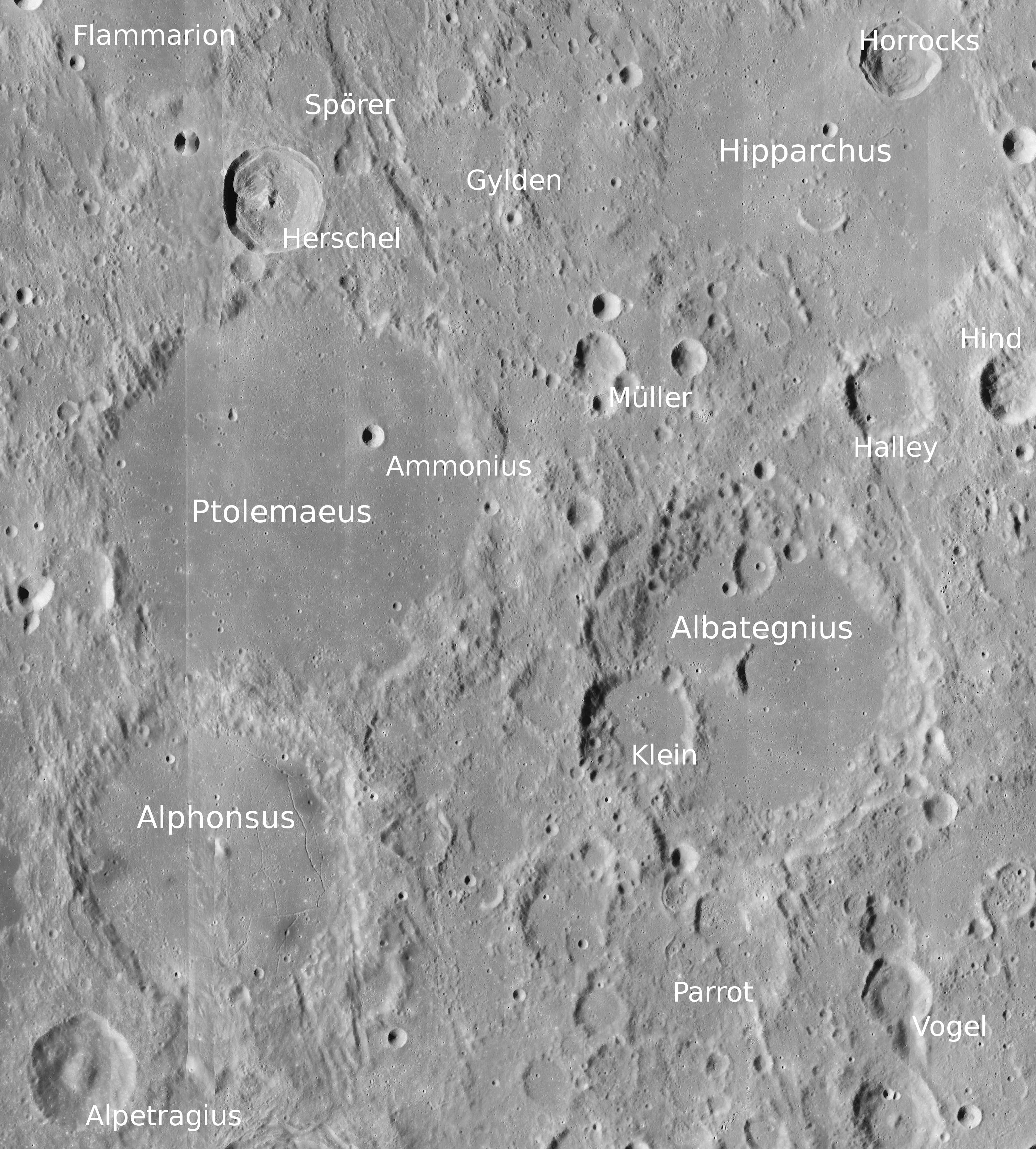
Poloha kráteru Müller.

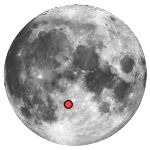
Poloha kráteru Müller na přivrácené straně Měsíce.

Müller je protáhlý impaktní kráter nacházející se blízko nultého poledníku na přivrácené straně Měsíce. Má rozměry 24 × 20 km. Okrajový val je protáhlý v severojižním směru, přičemž u jeho jhovýchodní části leží dva malé satelitní krátery pojmenované Müller A a Müller O.
Nachází se v pevninském terénu uprostřed trojúhelníku tvořeného rozlehlými krátery Ptolemaeus, Albategnius a Hipparchus. Východně leží kráter Halley, severozápadně Gyldén.

## Název
Pojmenován je podle českého selenografa a astronoma Karla Müllera.

## Satelitní krátery
V okolí se nachází několik dalších kráterů. Ty byly označeny podle zavedených zvyklostí jménem hlavního kráteru a velkým písmenem abecedy.
| Müller | Sel. šířka | Sel. délka | Průměr |
| ------ | ---------- | ---------- | ------ |
| A      | 8.2° J     | 2.1° V     | 10 km  |
| F      | 7.8° J     | 1.5° V     | 6 km   |
| O      | 7.9° J     | 2.4° V     | 11 km  |